# Adolphe Osso
Adolphe Roger Ossovesky dit Adolphe Osso, né le 8 septembre 1893 à Safed (moutassarifat de Jérusalem, empire ottoman) et mort le 15 septembre 1961 dans le 16e arrondissement de Paris, est un producteur de cinéma français.

## Biographie
Après avoir travaillé aux États-Unis chez Paramount et Pathé Exchange, Adolphe Osso participe à la fondation de la filiale française de la Paramount dont il sera le président-directeur général jusqu'en 1930. Après cette date, il se lance dans la production et la distribution de films français, en créant la société Les Films Osso.
Il fait partie — avec Louis Aubert, Bernard Natan ou Jacques Haïk — des producteurs français qui, dans l'entre-deux-guerres, s'inspirent du modèle hollywoodien pour moderniser l'industrie française du cinéma notamment en concentrant les trois pôles de l'industrie : production, distribution et exploitation.
Sa société de production est rachetée en 1948 par Charles Delac. Il fonde ensuite Les Films Vendôme.

## Filmographie
- 1920 : Le Secret de Rosette Lambert de Raymond Bernard
- 1930 : Méphisto de Henri Debain et Georges Vinter
- 1930 : Le Mystère de la chambre jaune de Marcel L'Herbier
- 1930 : Toby laitier de Dick Huemer [5],[6]
- 1931 : Un soir, au front d'Alexandre Ryder
- 1931 : L'Aiglon de Victor Tourjanski
- 1931 : Arthur de Léonce Perret
- 1931 : Tout s'arrange de Henri Diamant-Berger
- 1931 : Le Parfum de la dame en noir de Marcel L'Herbier
- 1931 : Le Sergent X de Vladimir Strijevski (d'où est tiré le chant Adieu vieille Europe)
- 1932 : Le Chant du marin de Carmine Gallone
- 1932 : Un fils d'Amérique de Carmine Gallone
- 1932 : Une jeune fille et un million de Fred Ellis et Max Neufeld
- 1932 : Marie, légende hongroise  de Paul Fejos
- 1937 : L'amour veille de Henry Roussell
- 1942 : Macao, l'enfer du jeu de Jean Delannoy
- 1946 : Adieu chérie de Raymond Bernard
- 1951 : Rue des Saussaies de Ralph Habib
- 1951 : La Table-aux-crevés de Henri Verneuil
- 1952 : La Maison dans la dune de Georges Lampin
- 1953 : Les amours finissent à l'aube de Henri Calef
- 1953 : Le Chevalier de la nuit de Robert Darène
- 1954 : La Reine Margot de Jean Dréville
- 1957 : Les Louves de Luis Saslavsky
- 1958 : Les Jeux dangereux de Pierre Chenal
- 1959 : Les Tripes au soleil de Claude Bernard-Aubert
- 1959 : La Marraine de Charley de Pierre Chevalier
- 1961 : Le Capitaine Fracasse de Pierre Gaspard-Huit